# Isoya Yoshida
Isoya Yoshida (吉田 五十八, Yoshida Isoya) (né le 19 décembre 1894 à Tokyo, mort le 24 mars 1974 à Tokyo) est un architecte japonais. Il sort diplômé de l'École d'Art de Tokyo (maintenant Université des Arts de Tokyo) en 1923. Son style, connu sous le nom de sukiya, combine des éléments de l'architecture japonaise traditionnelle et de l'architecture moderniste.

## Source de la traduction
- (en) Cet article est partiellement ou en totalité issu de l’article de Wikipédia en anglais intitulé « Isoya Yoshida » (voir la liste des auteurs).